# Gonomyia noveboracensis
Gonomyia noveboracensis là một loài ruồi trong họ Limoniidae. Chúng phân bố ở miền Tân bắc.